# Pradleves
Pradleves – miejscowość i gmina we Włoszech, w regionie Piemont, w prowincji Cuneo.
Według danych na rok 2004 gminę zamieszkuje 321 osób, 16,9 os./km².